# 驷马拖车

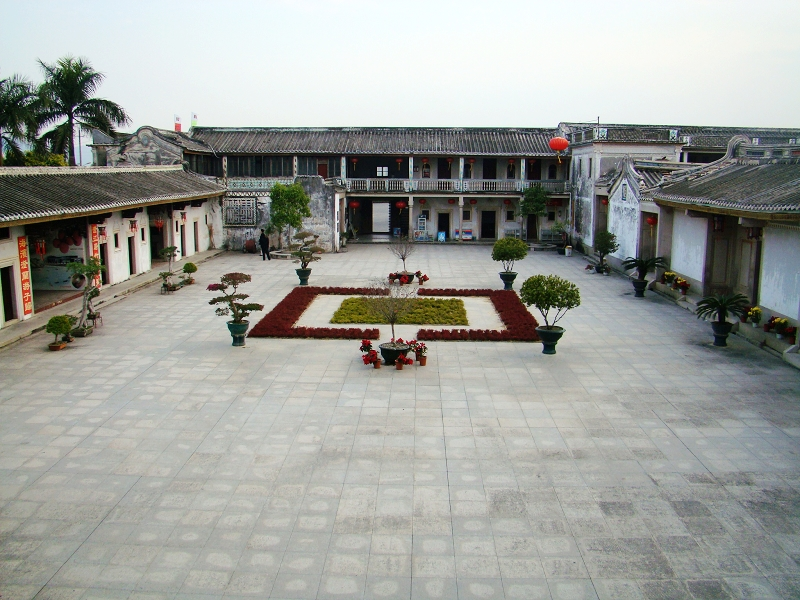
陈慈黉故居为驷马拖车建筑风格的代表

驷马拖车，又称“三落四从厝”，是广东潮汕地区一种多院落、多天井，规模宏大的大宅院。其结构形式与“百鸟朝凰”相似，只是两侧多两排从厝和两条火巷等。

## 格局特点
一般以一座“三座落”的大厅堂建筑为主体，左右有建筑拱卫，前有阳埕，后有后天井和厝包，周围用围厝或围埕围合起来。拱卫的建筑有两种形式：在潮安、澄海一带，一般是两条厝巷和从厝；在揭阳、潮阳、普宁一带，一般由四座“四点金”和火巷拱卫。
驷马拖车多为富豪或显宦人家建造。前厅接待客人，后厅供奉祖宗的牌位，用于祭祖。内眷一般住后院，前院做为客房，排屋则居住族人或佣工。后包幽静用做书斋。门前的广场用来安顿车马。
整个平面布局规矩方正，以中轴线左右对称，主体建筑前低后高，突出主体厅堂，保证后进采光。反映了潮汕地区严格区分尊卑上下、男女内外和注重崇宗睦族的文化传统。

## 建筑实例
- 潮阳关埠镇黄金福新府
- 潮安凤塘镇荣禄第
- 普宁洪阳镇德安里中寨和新寨
- 澄海隆都镇陈慈黉故居
- 榕城中山街道金马玉堂